# 銀河パトロール ジャコ
『銀河パトロール ジャコ』（ギンガパトロール ジャコ）は、鳥山明による日本の漫画。

## 概要
2013年7月1日発売の『週刊少年ジャンプ』（集英社）にて「創刊45周年記念・新連載第一弾」として発表されたもので、同年7月13日発売の第33号から2013年44号まで連載。雑誌掲載時には「集中短期連載」と記載されていた。
鳥山が連載を行うのは、2000年の『SAND LAND』以来およそ13年ぶりで、同誌に作品が掲載されるのは、2010年50号の『KINTOKI－金目族のトキ－』以来、2年8か月ぶり。鳥山の雑誌巻末コメントによると「古臭い内容だが、それは何故か最後まで読めばわかる」と記載されていた。各話のタイトルに「DB-○○（残りの話数）」の表記がされ、話数に「10＋1」という分母がついている。これは同作者の作品『ドラゴンボール』の前日譚であることを示唆しており、最終話では同作の登場人物が何人か登場した。『ドラゴンボール』で使われていた通貨単位「ゼニー」も、本作で西の都方面の通貨として使用され、東の都方面の通貨単位「円」との為替レートが示された（1ゼニー＝1.5円）。
本作執筆の10年ほど前に鳥山が書いていた原作用シナリオが基になっており、もともとは別の内容にする予定だったが、劇場版『ドラゴンボールZ 神と神』の破壊神と被る部分があったのでジャコに変更され、内容も鳥山好みの地味で呑気なものに書き換えられた。また鳥山によると、第10話の段階で自分では最高に面白い傑作が描けたと思っていたが、派手なバトルが無く絵のタッチも少し古い感じで描いており、やや古い舞台設定にも理由付けが必要だと思い、最終話をオマケ扱いで付け足したという。鳥山が愛用のペン軸を無くしたため全てデジタルでの作業となった。時間を掛けて1人で描き上げた作品であり、鳥山は『COWA!』『SAND LAND』とともに大好きな作品だと語っている。
鳥山が桂正和との合作漫画『さちえちゃんグー!!』を描き始めたときに「銀河パトロールシリーズ」の構想ができ上がっており、『さちえちゃんグー!!』と『JIYA -ジヤ-』が収録された『桂正和×鳥山明共作短編集 カツラアキラ』や本作もそのひとつ。
単行本には登場人物のフルネームなどのプロフィールと、16ページのスペシャルおまけストーリー『DRAGON BALL－ 放たれた運命の子供』（ドラゴンボールマイナス はなたれたうんめいのこども）が掲載されている。カカロットこと孫悟空が地球に送り込まれる前の話が描かれているが、同時期を描いたアニメ『ドラゴンボールZ たったひとりの最終決戦〜フリーザに挑んだZ戦士 孫悟空の父〜』とはストーリーや設定が一部異なっている。
2015年には、『ドラゴンボールZ』の劇場版アニメ第19作『ドラゴンボールZ 復活の「F」』にジャコがゲスト出演した。さらに『ドラゴンボール超』では「フリーザ復活編」からジャコが準レギュラーとして登場している。またゲーム『ドラゴンボール ゼノバース』シリーズに登場するジャコもこれらの設定が反映されている。
2018年の映画『ドラゴンボール超 ブロリー』では、おまけ漫画の『DRAGON BALL－ 放たれた運命の子供』の一部が映像化され、冒頭の回想シーンでバーダックやギネが登場した。

## あらすじ
打上げ間近のロケット「キラキラ8号」に搭乗するアイドル歌手の亜月アンの話題がテレビで賑わっている最中、地球の小さな孤島に暮らす工学博士・大盛の前に、宇宙からやってきた銀河パトロール隊員・ジャコが現れた。凶悪宇宙人が地球に向かっているため、退治に来たが、乗ってきた宇宙船が故障してしまったのだという。
大盛は小さな孤島にやってきた政府警察の固茹に退去警告を受けながらも、宇宙船を調査し、再び宇宙船を動かすためには「空金」（スカイゴールド）という貴金属が必要だと判明したが、実はその貴金属は非常に高価なため、大盛とジャコは途方にくれてしまう。とりあえず、大盛とジャコは食料を買うために東の都に向かうが、スリや少女に絡む暴漢集団などの悪者を見るや否やジャコは激しく悪者に大暴れをし、さらに大暴れを見た警察をも攻撃する。それを見た大盛はジャコを連れて人目のつかないところに逃げるが、その時、暴漢集団に絡まれていた少女のタイツに出会う。

## 登場人物
主な登場人物の名前は、タイツ以外はすべて「食」関連となっている。
担当声優は特筆ない限りは「ドラゴンボールシリーズ」での客演時の配役。
ジャコ・ティリメンテンピボッシ
声 - 花江夏樹 / 代永翼（VOMIC版）
宇宙船で地球にやって来た銀河パトロールの隊員。小柄であるが地球人とは比べ物にならない身体能力の持ち主で、銃弾を素手で掴んだり、数人の暴漢や巨大なオバケ鮫をあっさりと倒している。また、子供のサイヤ人程度なら勝てるらしい。武器は光線銃。凶悪な宇宙人を退治するという任務がある。年齢は不明だが、地球人でいえば20歳前後。身長148cm。一人称は「わたし」。
自称「超（スーパー）エリート」で冷静な素振りをしているが、ビデオに夢中になって月に宇宙船をぶつけ地球に不時着したり、何かがあると決めポーズを振舞ったり、警察から逃げ回っている身でありながら、大声で自己紹介をして見つかってしまうなど、怪しいところがある。おまけ漫画『DRAGON BALL－ 放たれた運命の子供』では組織内で「ドジ」と認識されていた。
爆破が趣味の一つで、地球人のあまりの悪さを大盛から聞き、手持ちの絶滅爆弾（ウイルス入り）で地球人を絶滅しようとするが、「地球人でも良い人はいる」という大盛の一言で止められている。最終的には仲間たちの存在を通して地球人を見直し、もう絶滅させたりはしないことを告げている。
他の趣味は平和な星作り、アクション映画鑑賞。シューズの力を使って緊急用として1回だけ空を飛ぶことができる。
地球ではミルクとチーズがジャコたちの食料に近いものであり、好物となっている。
お面を着けたような顔だが素顔。指名手配された際に警察とテレビ局から「お面マン」と勝手に名付けられ、似ていない似顔絵まで描かれてショックを受けていた。排泄物を出すときは頭部の小さい穴から出す。
銀河パトロール隊に入ったのは、銀河の平和を守りたいからということに加え、ユニフォームが格好いいからということが後に『ドラゴンボール超』の漫画版で悟空から尋ねられた時に明かしている。
作品の関係上、『ドラゴンボール』関連作品への登場も多く、劇場版アニメ『ドラゴンボールZ 復活の「F」』でのゲスト出演としての登場以降、テレビアニメ・漫画『ドラゴンボール超』でも登場。ゲーム作品では『ドラゴンボール ゼノバース』や『ドラゴンボールヒーローズ』以降の作品に登場するようになった。

大盛 徳之進（）
声 - 二又一成（VOMIC版）
地球の小さな島に一人で暮らしている老人の男性。時空工学博士であり、その分野の権威でもある。67歳。過去に政府からタイムマシンの研究を極秘で任されていたが、あるとき大事故が起き、自身の妻を含めた多くの犠牲者が出てしまったことによって研究は凍結された。凍結後も政府に無断で独りで島に残っていたが、それはタイムマシンを完成させ、事故をなかったことにするためだった。
ジャコの宇宙船が島に不時着した後、専門外ながらも宇宙船の修理に携わることになる。大盛所有の船（船名は巛津丸）でジャコと東の都に食料を買い出しに出かけた時にタイツと出会う。後にブリーフ博士からの謝礼金で、島を正式に買い取った。
大盛の家の近くには妻の墓があり、墓標には大盛 飯子と書かれている。
タイツ
声 - 鶴ひろみ
西の都出身の17歳の少女。東の都で暴漢集団に絡まれているところをジャコに救われた。16歳の時にウエスト大学を卒業したり、ボートや大型船を操縦できたりと才色兼備であるが、遠慮のない言葉遣いをしたりとわがままな一面もある。
SF作家を目指しており、アルバイトをしたり、大盛の住む島に来たりして小説のための経験を積んでいた。趣味はSF冒険小説の読書と執筆、オートバイ、昼寝。ロケット「キラキラ8号」打ち上げの講演会に行ったときに、打ち上げに搭乗するアイドル、亜月アンの替え玉としてスカウトされた。その報酬として前払いされた300万円で手に入れた空金を、助けてもらった礼としてジャコに渡す。
最終話で彼女は自身がカプセルコーポレーションの令嬢であると明かす。後にSF冒険小説家になり、自身の文才とジャコに案内させた星々の取材のおかげでなかなかの人気を得たという。
スレンダーな体型であり、亜月にテレビで見るより胸がないと皮肉ったところ、その胸に言われたくないと返された。カラーイラストでの彼女の髪の色は妹のブルマと違い、母親と同じ金髪。前髪を斜めに流したセミロングの髪型に帽子を着用している。
鳥山明は「その後タイツは何をしているか」という質問に対し、「それを言ってしまうと後で困ることになってもマズいので、お答えしないことにします」と語っている。ジャコ同様、テレビアニメ『ドラゴンボール超』にも登場した。また、回想シーンでジャコと出会った当時のタイツも登場している。
固茹 玉五郎（）
声 - 佐藤拓也（VOMIC版）
政府警察海上部部長。眼鏡を掛けた男性。26歳。政府に無断で島に住む大盛を退去させるためにやってきた。当初はジャコや大盛を敵視していたが、2人が打ち上げに失敗したロケット「キラキラ8号」の搭乗者を救い、街に落下していく「キラキラ8号」を海の上で安全に爆破処理した光景を目にすると、2人に敬意を払うようになった。政府がロケットの打ち上げ計画に替え玉を利用していたことを知ると、大盛の立ち退きの件をなんとかすると宣言した。ジャコのことは最後まで大盛の制作したロボットであると勘違いしていた。島のことも大いに気に入り、最終的には移住した。
趣味は釣りと料理で、家事や料理が上手であり、ネクタイをつけたクマのぬいぐるみ「タイベア」のコレクションが趣味という一面を持つ。
東の都政府警察特別警察隊員（）
政府警察最強と言われている精鋭の特殊部隊。ホンダワラ、ヒジキ、アオサ、モズクの4人（4人とも正式名ではなくコードネーム）が登場し、全員忍者の格好をしている。大盛を島から強制退去させるための勢力として固茹に同行したが、地球人を超越するジャコには遠く及ばなかった。
隊長のホンダワラは34歳で、趣味は俳句、折り紙。副隊長のヒジキは31歳で、趣味はジェットスキー、書道。アオサは28歳で、趣味はテニス、バイオリン、チューリップ栽培。狐のお面をつけているモズクは24歳で、趣味はサーフィン、カラオケ、バレーボール、凧揚げ。
亜月 アン（）
声 - 平井祥恵（VOMIC版）
ラッキーレコードのアイドル歌手。16歳。ラッキーレコードがメインスポンサーを務めるロケット「キラキラ8号」に搭乗するとテレビで報道されている。趣味はケーキ作り、ダンス、読書、絵画。コミックスのプロフィールには趣味にビールとあるが、上にバッテンがしてある。ジャコはテレビ画面越しに彼女が唄う「ゴーゴーロケットゴー♪」というフレーズを聞いており、暇を見ては口ずさむようになった。
岡割 満腹（）
東の都航空宇宙局飛行士。48歳。亜月アンと入れ替わったタイツと共にロケットに船長として搭乗するが墜落し、ジャコに助けられる。趣味は食べ歩き、チャボの飼育。
銀河王（）
声 - 魚建（ドラゴンボール超）
銀河パトロール隊員に直接命令を与える人物。タコのような姿で銀河パトロールのマークがついた王冠を被っている。敬語で話す。
おまけ漫画『DRAGON BALL－ 放たれた運命の子供』では、ダメ元でジャコにサイヤ人の子供を退治するために地球に向かうことを任命する。
『JIYA -ジヤ-』にも名前だけ登場。この作品では銀河一偉大であり、とてつもない不思議な力を持っていると説明されている。
ジャコやタイツと同様、テレビアニメおよび漫画『ドラゴンボール超』にも登場した。

### 最終話のみ登場する人物たち
孫悟空
地球に送り込まれたサイヤ人。サイヤ人名は「カカロット」で、ジャコの言う「地球に送り込まれる凶悪な宇宙人」とは彼のことである。作中では、丸型ポッドから出た後、悟飯に襲い掛かったがねじ伏せられ、家に連れ込まれて食事を荒々しく食べている。
おまけ漫画『DRAGON BALL－ 放たれた運命の子供』では、惑星ベジータを発つ直前まで3年近く保育機の中に入っていた。アニメ『ドラゴンボールZ たったひとりの最終決戦〜フリーザに挑んだZ戦士 孫悟空の父〜』とは異なり、戦闘服を着て惑星ベジータを発っている。
孫悟飯
後に悟空の育ての親となる武術の達人。丸型ポッドから出た悟空に出会い、襲われたがなんとかねじ伏せ、保護して家に連れて行く。名前がわからないので「空からやってきたから『孫悟空』」と名づける。
ブルマ
ブリーフ博士の娘であり、年の離れたタイツの妹。5歳であるものの高威力の光線銃を発明したり、宇宙船の技術を調査したりと姉のタイツから「超天才」と言われるほどの才能を持つ。ジャコの宇宙船のアンテナを直し、動力源を解明したためジャコは苦労せずに銀河パトロール本部に帰還することができた。
16歳になった時はすでに大学を卒業。大学に頼まれて特別講師を勤めるなど天才ぶりを発揮する。後にドラゴンボールを集める旅に出て、孫悟空と出会うことになる。
ブリーフ博士
タイツとブルマの父。西の都の大企業、カプセルコーポレーションの社長であり、世界一の資産家である天才。タイツがジャコの乗る宇宙船の重力コントロール技術を売り出すために大盛の島に呼び寄せる。その後、この技術のライセンス契約のお礼として大盛に1000億ゼニー（1500億円）もの大金を渡した。
タイツの母
タイツとブルマの母で、ブリーフの夫人。『ドラゴンボール』と変わらない容姿と天然な性格で、大盛へ手土産としてズゴックのプラモデルを手渡す。

### DRAGON BALL - 放たれた運命の子供
バーダック
声 - 野沢雅子
サイヤ人で、カカロット（悟空）とラディッツの父。作中ではアニメ『ドラゴンボールZ たったひとりの最終決戦〜フリーザに挑んだZ戦士 孫悟空の父〜』時とは異なり、肩のプロテクターが付いた戦闘服を着ている。その昔、ギネを含めた4人のチームで戦っており、ギネのピンチを何度も救ってきた。後にバーダックとギネのふたりの間に、サイヤ人には珍しい特別な感情が芽生える。好戦的だが他のサイヤ人に比べて冷静な判断力やわずかな人間性を持っており、サイヤ人にしては珍しく仲間を救う行為をすることで同じ下級戦士の一部からは強く慕われている。
フリーザの惑星ベジータへの召集命令を訝しみ、何かを企んでいると予想。生まれて日の浅いカカロットを心配し、丸型ポッドを使った「飛ばし子」という赤ん坊を辺境の惑星に送り込む手法で隠密に地球に送り込んだ。またラディッツがベジータと組んだと聞いた時は「厄介な奴と組んだな」と気にかけている。なお、ベジータはバーダックのことを知っており、悟空と親子だということも知っていることが後に漫画版『ドラゴンボール超』で判明している。
リーク
声 - 阿座上洋平
バーダックの相棒。額に傷があり髪は丸刈り、体格は細身のサイヤ人。アニメ『ドラゴンボール超 ブロリー』にて名前が判明。
タロ
声 - 不明（劇場アニメ『ブロリー』）
バーダックの戦友。髪は角刈りの巨漢サイヤ人。アニメ『ドラゴンボール超 ブロリー』にて名前が判明。
ギネ
声 - 渡辺菜生子
サイヤ人で、カカロット（悟空）とラディッツの母。髪は肩くらいまでの長さで、バーダックと同じリストバンドを付けスカート型の戦闘服を着ている。サイヤ人としては珍しい穏やかな性格でバーダックいわく「甘ったるい病気」。
その性格から戦闘には向かなかったために、チームでの戦闘では何度もピンチに陥るも、その度にバーダックに助けられていた。バーダックとは絆で結ばれている。その後、惑星ベジータの肉の配給所で働く。
バーダックからフリーザが何かを企んでいることと、カカロットを他の星に飛ばすという話を聞き、初めは反対していたが、彼の子供を心配する様子を知って同行する。「みんなで惑星ベジータから逃げよう」とバーダックに提案するが、「オレたちはすぐにスカウターで見つかる」と却下され、飛び立つ我が子を見送る。
名前の由来は「ネギから来ているのだろうか？」と指摘されている。
フリーザ
声 - 中尾隆聖
宇宙の帝王と恐れられる宇宙人。サイヤ人が自身の忠実な部下になりきれないことに見切りをつけ、サイヤ人のほぼ全てが惑星ベジータに帰還する1ヶ月後に星ごと消し去る計画を立てた。また、超サイヤ人や超サイヤ人神の情報を耳にしていた。
ベジータ
声 - 堀川りょう
サイヤ人の王子。ラディッツと組んで星を侵略する任務に就いている。フリーザの惑星ベジータへの召集命令については、聞こえないフリをし、無視をした。
ラディッツ
声 - 千葉繁
バーダックとギネの子でカカロットの兄。戦闘員となり、ベジータと組んで星を侵略する任務に就いている。王子の立場でフリーザの召集命令に無視を決め込むベジータに、大丈夫なのかと尋ねている。

## 用語
銀河パトロール（）
銀河の平和を守る、銀河系中から集められた一握りの優秀な者たち。様々な宇宙人の集まりであり、ジャコを含めて全部で38名いる。ジャコの体に描かれたマークは銀河パトロールのマークであり、『さちえちゃんグー!!』や『JIYA -ジヤ-』に登場した銀河パトロール隊員のマークに近いものとなっている。サイヤ人には子供の時以外は歯が立たず、フリーザなどは見て見ぬふりをするしかないという。ジャコが応募したときの銀河パトロールの募集定員は5名で志願者は9名だった。
地球にいるハエの10万匹に1匹は銀河パトロール隊の偵察ロボットであり、あらゆる情報が送られ分析されている。
銀河法（）
宇宙で定められている法律。時間のコントロールは危険なため禁止されている重罪であり、犯した者は星流しの刑にされる。ただしこの法律は地球では知られていない。
絶滅爆弾（ぜつめつばくだん）
ジャコが所持している、その星の人間だけを絶滅させる小さなカプセル。スイッチを押して爆発させるとウイルスが飛び散るようになっている。地球人が救う価値の無い生物だと判断したときに使用するつもりでいた。また、ジャコは一度だけ別の星でうっかりスイッチを押してその星の人間を絶滅させたことがあり、先輩に凄く叱られた経験がある。
空金（）
ジャコが乗ってきた宇宙船の動力に必要だとされる物質。地球にも存在する高価な水色の超貴金属であり、1kgあたりおよそ7600万円。
宇宙では「ブルーオーラム」と呼ばれている。様々な機械の動力源であり、たくさんあれば惑星を破壊する爆弾まで作れる。
サイヤ人（）
フリーザの傘下の下、多くの星を力で手に入れている戦闘民族。銀河パトロールからは凶悪な宇宙人としてマークされている。

## メカニック
ジャコの宇宙船
銀河レシーバー
タイムマシン
大盛が長年作り続けている過去や未来へ行けるという機械。爆発事故の後も開発は続けられたが完成にはほど遠く、ほんのわずかだけ時間を止めるのが精一杯。正確には一瞬だけ自分の時間が早く経過するため、世界がゆっくりと止まっているように見えるのだと大盛は説明している。
キラキラ8号
アイドル歌手の亜月アンを乗せて地球を2周する予定のロケット。1号、2号、5号と失敗しており8号の打ち上げ成功率は60%。アイドルを乗せることを連日テレビで報道しているが、大盛によると宇宙局の資金集めと話題作りのためだという。ジャコからは「原始的なロケット」と呼ばれた。
巛津丸
大盛が所有する小型船で、外観はいわゆるタグボート。運転台の前方の下に大きく「巛津丸」と書かれている。

## 書誌情報
- 鳥山明『銀河パトロール ジャコ』 集英社〈ジャンプ・コミックス〉
  - 通常版 2014年4月4日発売[集 1]、ISBN 978-4-08-870892-8
  - 特装版 2014年4月4日発売[集 2]、ISBN 978-4-08-908204-1

## ヴォイスコミック
集英社のヴォイスコミック「VOMIC」として、2014年1月にジャンプ専門情報番組『サキよみ ジャンBANG!』にて放送され、同年2月からVOMIC公式サイトで配信された。